# Пул (більярд)

Стіл та пулу

Пул (більярд) — один з видів більярду, гра різнокольоровими кулями на спеціально обладнаному столі.
Докладніше: більярд

## Історія назви
Слово "pool" походить від англійського значення "pool room" (кімната ставок), кімната де робили ставки на скачки та в перерві яких там виставляли столи та грали в більярд. Найдавніше використання слова «пул» для опису гри, подібної до більярду, було здійснене в 1797 році в газеті «Вірджинія».
Протягом XIX століття стандарти гри не були встановлені. Надалі Майкл Фелан встановив і запатентував розміри, правила сучасного виду більярду в пул.
Відмітний вигляд кульок для пулу з їх багатьма кольорами та поділом між суцільними та смугастими кульками виник у 1889 році. До цього кулі були рівномірно темно-червоними та відмінними лише за номерами.

## Термінологія
- суцільний жовтий, №1
- суцільний синій, №2
- суцільний червоний, №3
- суцільний фіолетовий, №4
- суцільний помаранчевий, №5
- суцільний зелений, №6
- суцільний бордовий, №7
- суцільний чорний, №8 (в піраміді має фіксоване положення, всі інші кулі розміщуються хаотично)
- жовта смужка, №9
- синя смужка, №10
- червона смужка, №11
- фіолетова смужка, №12
- помаранчева смужка, №13
- зелена смужка, №14
- бордова смужка, №15

Основні терміни, які застосовуються під час гри в більярд:
биток — куля, якою в грі вдаряють по інших кулях;
борт — покритий гумою і тканиною край більярдного столу;
діамант — перламутрова мітка, вмонтована в дерев'яну частину борту столу для лузного більярду (одна з вісімнадцяти);
дім — обмежене бортами і крейдовою лінією, що проходить через першу точку більярда паралельно короткому борту місце для початкового удару;
грати «з руки» — правило, яке застосовується у визначених випдках, яке визначє гру з будь-якого місця ДОМУ, попередньо поставивши руками на це місце «свою» кулю (биток);
кий — довга пряма палиця для гри в більярд, тонший кінець якої, призначений для нанесення ударів по битку;
луза — отвір, розташований на бортах більярдного столу з сітчастим мішечком (у грі в лузний більярд шість таких отворів);
машинка — довга тонка палиця-підставка із наконечником який під час удару підтримує кий, в деяких випадках, коли до битка неможливо дістати звичайним способом (предмет більярдного інвентаря); Залежно від типу наконечника назви різні: з наконечником у формі літери Х це Рест; з наконечником у формі пів-дуги та трьома виїмками для кия це Спайдер;
наклейка — круг спеціально обробленої шкіри, приклеєний до торця передньої частини кия, який безпосередньо торкається битка при виконанні ударів;
піраміда — щільно викладені одна до одної кулі у вигляді рівностороннього трикутника, які встановлюються на стіл перед початком гри;
серія (з кия) — послідовність результативних ударів одного з учасників;
трикутник — дерев'яна або пластмасова трикутна рамка у формі правильного трикутника, за допомогою якої встановлюються кулі перед початком гри, та яка є один з предметів більярдного обладнання;
турнік — товста частина кия;
центральна відмітка — точка, яка розміщена в центрі ігрової поверхні стола.

## Особливості Пулу
Особливостями пулу є:

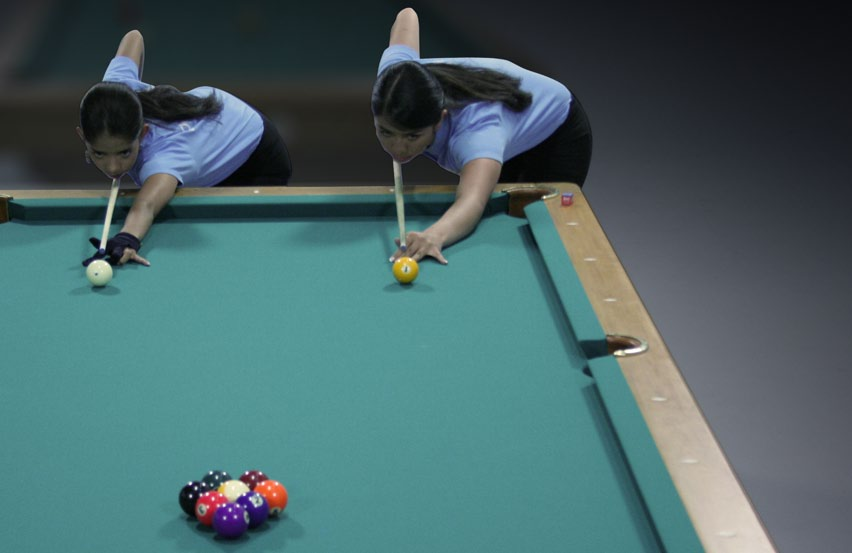
Два гравці пулу змагаються за право першим розбити піраміду, одночасно б'ючи по кулям в дальній борт. Чия куля максимально наблизиться до ближнього борту, здобуває право першого удару

- розмір стола менший порівняно із столом для гри в Піраміду;
- більші, у порівнянні з столом для гри в Піраміду,  лузи (кутова луза має розмір 11,43 см, середня — 12,70 см);
- шістнадцять невеликих нумерованих різнокольорових куль (d=57.2мм), які розділені на групи, перша з яких — біла з кольоровою смугою, друга — з повністю кольорових куль;
- кий менший у порівнянні з києм для гри в Піраміду (від 1 м до 1,5 м, а вага 450—708,75 гр.) з діаметром наклейки: 11 — 14 мм, турніка: 28 — 30 мм;
- трикутний вид бортової гуми;
- немає сліпих зон.[2]

## Види гри Пул
Ось низка видів гри в Пул:
- пул "вісімка". Слід забити в лузи всі кулі своєї категорії. Куля з номером "вісімка" забивається останньою;
- пул "дев'ятка". Слід забити в лузи кулі з  мінімальним номером. Останньою забивається "дев'ятка".
- пул "десятка". Гра схожа на пул "дев'ятка". При цьому всі удари замовні (гравець перед ударом називає кулю, яку має намір покласти в замовлену лузу).
- ротація. Кулі забиваються, згідно з номерами, залежно від яких нараховуються очки. Гра триває, поки не накопичеться 61 очко.
- пул 15. Комбіновані правила "дев'ятки" і "ротації";
- пул "англійська вісімка" або чорна куля. Аналог "вісімки" під час гри в який необхідно забити кулі своєї категорії (червоні або жовті), а потім чорну кулю з номером вісім.
- стрейт або "пул 14 + 1". Гра ведеться, поки набереться певна кількість очок.
- трійка. Слід забити 3 кулі з мінімальною кількістю ударів.
- у одну лузу. Під час гри вибирається луза, в яку протягом гри закочують кулі.

## Правила гри в Пул
Окремі правила гри:
1. визначення гравця, який розбиває піраміду. Два гравці роблять удар одночасно. Кулі повинні відбитися від далекого борту і максимально близько наблизитися до протилежного. Чия куля, виявиться ближчою до ближнього борту, той гравець б'є перший. Право розбити піраміду можна передати супернику;
2. якщо гравець забиває прицільну кулю, він може продовжити серію;
3. у разі  якщо гравець промахується по прицільній кулі його серія закінчується та удар передається супернику;
4. у разі, коли прицільна куля вилітає за більярдний стіл, його виставляють до найближчого борту або встановлюють на мітку початкової позиції. У випадку, якщо на точці вже перебуває куля, кулю, що вилетіла виставляють максимально близько до точки з урахуванням проміжку між кулями;
5. якщо гравець зробив порушення або заробив фол, супернику передається право вибрати будь-яку точку ігрового столу для удару з руки;
6. у разі впливу на гру зовнішніх чинників та це вплинуло на результат удару, суддя повертає на стіл забиті кулі. Гравцю слід повторити свій удар. У разі неможливості повернення куль у вихідні позиції — це патова ситуація;
7. гравець може здатися з автоматичним програшем партії;
8. якщо суддя помічає, що ситуація на ігровому полі не розвивається, або партія безвиграшна він пропонує зробити кожному гравцеві по 3 удари, які повинні виправити цю ситуацію. У разі, якщо ситуація не виправляється оголошується пат (відповідно до умов виду пулу, а партія переграється[6]).